# La notte del grande assalto
La notte del grande assalto è un film del 1959 diretto da Giuseppe Maria Scotese.

## Trama
Romagna, XV secolo. Nel castello dei Fabi, sull'Appennino, vivono il conte Fabio e sua sorella Isabella. Nella corte vivono anche il capitano Zanco e il Maltese, in realtà due traditori al servizio dei Borgia. Marco da Volterra fa amicizia con i due, ma viene messo in guardia da Maya, la donna di Zanco: di lì a poco, infatti, il conte Fabio rimane ucciso in un tranello ordito dai due.
Marco si innamora di Isabella, ma i due banditi lo imprigionano e minacciano di accecarlo: per salvarlo, Isabella accetta la corte di Zanco e si fa dichiarare sua promessa sposa. Con il matrimonio, Zanco spera di diventare padrone del castello, che terrà soggetto alla signoria di Cesare Borgia, ma Marco esce di prigione e in breve tempo prepara l'assalto al castello assoldando tutti i banditi della zona. 
L'indomani arrivano Cesare Borgia e Caterina Sforza con i rispettivi eserciti, al fianco di Zanco e Marco. Nel combattimento corpo a corpo con Marco, Zanco viene ucciso e Borgia è costretto a ritirarsi nelle sue terre, mentre Marco convola a nozze con Isabella.